# Apera interrupta
Apera interrupta es una especie de planta herbácea de la familia de las poáceas.

## Descripción

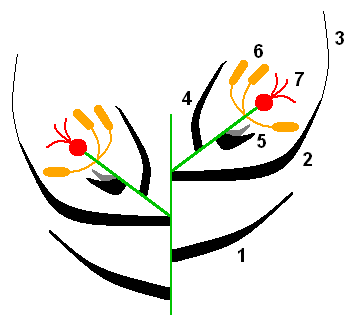
Esquema de una espiguilla: 1. Glumas; 2: Lemma; 3: Arista; 4: Pálea; 5: Lodículas; 6: Androceo; 7: Gineceo.

Plantas anuales, cañas erguidas ramificadas desde la base, de 20-60 cm de alto. Vainas lisas, más cortas que los entrenudos. Hojas planas. Lígula lanceolada, hasta 6 mm de largo, lisa. Panoja de 10-20 cm de longitud, estrecha, adelgazada en el extremo, generalmente interrumpida a trechos. Raquis liso en la porción inferior, áspero hacia arriba, ramos
muy desiguales; todos, o al menos los más cortos de cada verticilo, cubiertos de pequeñas y numerosas espiguillas. Flor cortamente pedicelada. Glumas membranosas, desiguales, lanceoladas, agudas la superior, de 2-2,5 mm de largo, trinervada; la inferior más corta y estrecha, uninervada. Lemma membranosa, hialina, lanceolada, aguda, de la misma longitud o poco más larga que la gluma superior. Palea algo más corta que la lemma con el borde superior espinoso. Dos lodículas, aproximadamente de un cuarto de la longitud de la palea, bilobadas, lóbulos desiguales. Anteras anchamente ovoideas. Ovario oval. Cariópside oblongo, con ancho y profundo surco ventral.
Nota
1. ↑  (del latín hyalinus.) Transparente como si fuera de cristal,o por lo menos diáfano.Diccionario de botánica. Dr. P. Font Quer. Ed. Labor.1993
2. ↑  (del latín oblongus) Más largo que ancho. R.A.E.

Hábitat
Suelos muy arenosos, ácidos, pobres, pero no demasiados secos.
Número cromosómico
2n=14 (Sokolovskaja,A.P. 1938
Distribución
Nativa de Europa introducida en América y Oceanía
Ecología
Gramínea ruderal o nitrófila, secalietalia, aperetalia spica-venti, thero-Airion, Alysso-Sedion.

## Taxonomía
Apera interrupta (L.) P.Beauv. Publicado en: Ess. Agrostogr. 31, 151. en 1812.

## Sinónima
- Agrestis interrupta (L.) Bubani
- Agrostis anemagrostis subsp. interrupta (L.) Syme
- Agrostis interrupta L.
- Agrostis spica-venti subsp. interrupta (L.) Bonnier & Layens
- Agrostis spica-venti var. coarctata Neilr.
- Agrostis spica-venti var. interrupta (L.) Clairv.
- Anemagrostis interrupta (L.) Trin.
- Apera interrupta var. humilis Sennen
- Cynosurus splendens Ten.
- Milium interruptum (L.) Lag.
- Muhlenbergia interrupta (L.) Steud.